# آلبرت بانفیلد
آلبرت بانفیلد (انگلیسی: Albert Banfield; ۵ مهٔ ۱۹۱۲ – q3 1970 (aged 58)) بازیکن فوتبال اهل بریتانیا بود.
از باشگاه‌هایی که در آن بازی کرده‌است می‌توان به باشگاه فوتبال بریستول سیتی، باشگاه فوتبال یورک سیتی، و باشگاه فوتبال لیتون اورینت اشاره کرد.